# El Correo (Alicante)
El Correo fue un periódico español editado en la ciudad de Alicante entre 1898 y 1933.

## Historia
Fundado en 1898, surgió como un periódico afín al Partido Liberal —y en concreto, a su corriente demócrata—. Consolidado como el órgano del Partido Liberal en Alicante, tras la proclamación de la Segunda República adoptó posturas cercanas a Niceto Alcalá Zamora y se convirtió en órgano local del partido Derecha Liberal Republicana. Desapareció en 1933.